# Alan Walker (antropólogo)
Alan Walker (23 de agosto de 1938 – 20 de noviembre de 2017) fue el «Evan Pugh Professor» de Biología y Antropología biológica de la Universidad Estatal de Pensilvania  y un investigador científico en el Museo Nacional de Kenia. Recibió su Bachelor of Arts de la Universidad de Cambridge en 1962, y su doctorado de la Universidad de Londres en 1967. En el 2000 recibió un honorífico Doctor of Science de la Universidad de Chicago.
Walker era un paleoantropólogo que trabajó en la evolución de primates y humanos.
Walker era un miembro del equipo dirigido por Richard Leakey, responsable del descubrimiento del Niño de Turkana en 1984, y él mismo descubrió en 1985 el Cráneo Negro cerca del Lago Turkana en Kenia.

## Premios
Se le otorgó la "beca para genios" de las Becas MacArthur  en 1988. En 1997 recibió el Premiro Rhône-Poulenc de la Sociedad Real por The Wisdom of the Bones. Durante la ceremonia de premio, Terry Pratchett, presidente de los jueces, dijo "fuimos fascinados por la manera en la que la red forense se expandió, trayendo tantas ciencias para dedicarse al misterio de este adolescente de millones de años."  El año siguiente recibió el Premio Internacional de la Fundación Fyssenen París.
Se convirtió en un miembro de la Academia Estadounidense de las Artes y las Ciencias en 1996, y fue elegido Miembro de la Sociedad Real en 1999. En 2003 fue nombrado miembro de la Academia Nacional de Ciencias de Estados Unidos.
En 2017 recibió el Charles R. Darwin Lifetime Achievement Award de la Asociación Estadounidense de Antropólogos Físicos.